# حصیرآغاجی (قره‌تاش)
حصیرآغاجی (به ترکی استانبولی: Hasırağacı) یک منطقهٔ مسکونی در ترکیه است که در قره‌تاش (شهر) واقع شده‌است.